# Praia de Alcobaça (Alcobaça)

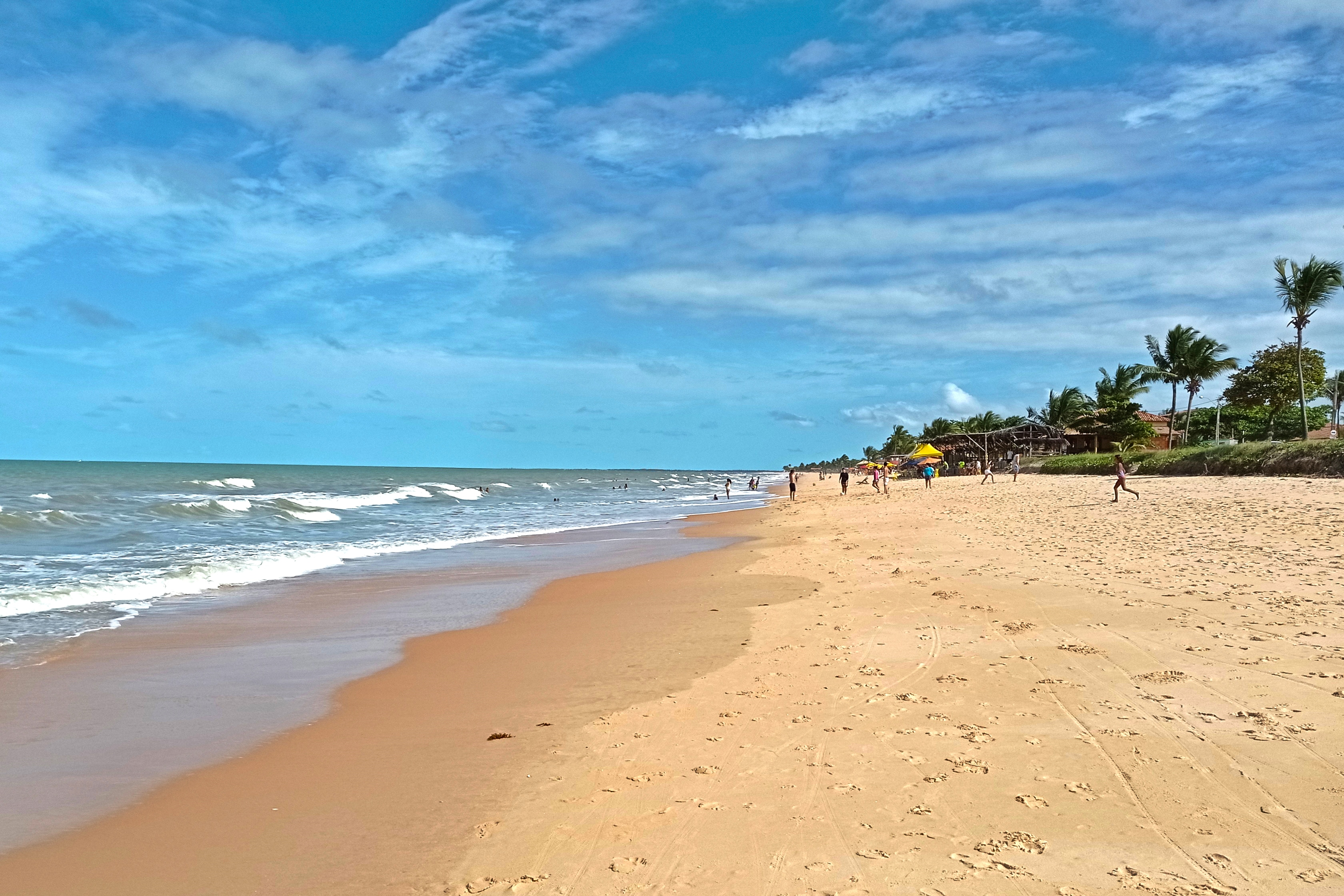
Trecho da Praia de Alcobaça

A praia de Alcobaça (ou praia do centro de Alcobaça) é uma praia localizada no município brasileiro de Alcobaça, no estado da Bahia. Trata-se da praia mais conhecida da cidade. Começa no início do bairro do Novelo (próximo ao cemitério municipal) e vai até as imediações do farol (perto da rodoviária da cidade).[carece de fontes?]
Em toda a sua extensão é uma praia tranquila, sem ondas fortes e com faixa de areia extensa. Os quiosques de alimentação existem em toda a extensão dessa praia. Sua orla é altamente urbanizada, com a presença de ruas, praças, casas, hotéis e barracas de praia diretamente à beira mar.